# The Charlatans
The Charlatans es una banda formada en 1989 en Birmingham, Reino Unido. Es una de las bandas típicas de la denominada corriente Madchester junto a los Stone Roses y los Happy Mondays. Desde sus inicios, la banda formada por Rob Collins en teclados, Jon Baker en guitarra - luego reemplazado por Mark Collins, Martin Blunt en bajo y Jon Brooks en batería probó varios vocalistas hasta dar con Tim Burgess, quien fuera el cantante definitivo de la banda. 
En 1990, y ante las dificultades para conseguir un contrato discográfico, decidieron armar su propio sello llamado Dead Dead Good Records, desde donde lanzaron su primer sencillo "Indian Rope". Esto ocurrió en enero de 1990, año en el que el sencillo trepó al número uno del chart de música independiente - o indie. Tras este éxito, consiguieron finalmente un contrato con el sello Beggars Banquet para lanzar "The Only One I Know", su segundo sencillo que llegó al Top Ten. El tercer sencillo fue "Then", que dio paso al primer disco de la banda "Some Friendly", que trepó al número uno en el momento de su lanzamiento. Junto a Beggars Banquet editaron sus cuatro primeros discos. 

## Discografía

### Álbumes de estudio
- Some Friendly (1990)
- Between 10th and 11th (1992)
- Up to Our Hips (1994)
- The Charlatans (1995)
- Tellin' Stories (1997)
- Us and Us Only (1999)
- Wonderland (2001)
- Up at the Lake (2004)
- Simpatico (2006)
- You Cross My Path (2008)
- Who We Touch (2010)
- Modern Nature (2014)
- Different Days (2017)

### Sencillos
- "Indian Rope" (1990)
- "The Only One I Know" (1990)
- "Then" (1990)
- "White Shirt" (Solo radio en Estados Unidos) (1991)
- "Sproston Green" (1991)
- "Over Rising" (1991)
- "Indian Rope" (relanzamiento) (1991)
- "Me. In Time" (1991)
- "Weirdo" (1992)
- "Tremelo Song" (1992)
- "Can't Get Out of Bed" (1994)
- "I Never Want an Easy Life If Me and He Were Ever to Get There" (1994)
- "Jesus Hairdo" (1994)
- "Crashin' In" (1994)
- "Just Lookin'" / "Bullet Comes" (1995)
- "Just When You're Thinkin' Things Over" (1995)
- "One to Another" (1996)
- "North Country Boy" (1997)
- "How High" (1997)
- "Tellin' Stories" (1997)
- "Forever" (1999)
- "My Beautiful Friend" (1999)
- "Impossible" (2000)
- "Love Is the Key" (2001)
- "A Man Needs to Be Told" (2001)
- "Up at the Lake" (2004)
- "Try Again Today" (2004)
- "Loving You Is Easy" (Sencillo radial) (2004)
- "Blackened Blue Eyes" (2006)
- "NYC (There's No Need to Stop)" (2006)
- "You're So Pretty – We're So Pretty (Version '06)" (2006)
- "You Cross My Path" (descarga) (2007)
- "Oh! Vanity" (descarga) (2008)
- "The Misbegotten" (2008)
- "Mis-Takes" (2008)
- "Oh! Vanity" (relanzamiento) (2008)
- "Love is Ending" (2010)
- "My Foolish Pride" (2010)
- "Your Pure Soul" (2010)
- "So Oh" (2015)

## Miembros de la banda

### Miembros actuales
- Martin Blunt – bajo (1989–presente)
- Tim Burgess – vocales, armónica (1989–presente)
- Mark Collins – guitarra  (1991–presente)
- Tony Rogers – teclados, piano, coros (1997–presente)

### Miembros antiguos
- Jon Brookes – batería y percusión (1989–2013; muerte en 2013)
- Rob Collins – teclados, piano, coros (1989–1996; muerte en 1996)
- Baz Ketley – vocales, guitarra (1989)
- Jon Day (b. Jonathan Baker) – guitarra (1989–1991)

### Miembros de la sesión y de gira
- Martin Duffy – teclados (1996-1997)
- Peter Salisbury – batería y percusión (2010)